# Zákon o poměru pražských univerzit
Zákon č. 135/1920 Sb. z. a n., o poměru pražských universit, byl přijat 19. února 1920 a jeho populární označení lex Mareš se odvíjí od jeho předkladatele, poslance a profesora Františka Mareše. Účelem zákona bylo dokončit rozdělení Karlo-Ferdinandovy univerzity na českou a německou část z roku 1882 a rozhodnout, která z nich je univerzitou původní. Do té doby byla totiž česká univerzita považována za vzniklou nově, tento zákon ji ale prohlásil za pokračovatelku Univerzity Karlovy, jejíž jméno dále nesla. O jménu německé se mělo rozhodnout později, k tomu ale nedošlo, a tak se až do svého zániku v roce 1945 označovala jen jako Německá univerzita v Praze.
V důsledku toho navíc česká univerzita získala do svého výlučného majetku jak Karolinum, tak univerzitní archiv a registraturu, stejně jako starobylé univerzitní insignie, pečetidla a jiné památky, doposud v držení univerzity německé. V tomto směru ale nebyl zákon proveden ihned, teprve až v roce 1934 zažádal nový rektor Karel Domin o zápis vlastnictví Univerzity Karlovy ke Karolinu a o předání insignií. 21. listopadu téhož roku rozhodl Jan Krčmář, ministr školství a národní osvěty, o povinnosti Německé univerzity insignie vydat, to ale vedení této univerzity nejdříve odmítlo. Situace vyústila až do několikadenních násilných událostí nazvaných poté insigniáda.